# Huldah
Hulda var en kvinna i Gamla testamentet, känd för sina profetiska gåvor. 
Hulda beskrivs som en av sju kvinnliga judiska profeter, vid sidan av Mirjam, Debora, Abigail, Sara, Hanna och Ester.
Hon var gift med Shallum och var bosatt i Jerusalem. Hon var känd för sina profetiska gåvor. På order av kung Josiah rådfrågades Hulda om Guds vilja under reparationen Salomos tempel av Hilkiah, Ahikam, Acbor, Shaphan och Asaiah. Hon svarade då att Gud välsignade Josiah för hans fromhet. 